# Lovenula
Lovenula é um género de crustáceo da família Diaptomidae.
Este género contém as seguintes espécies:
- Lovenula excellens
- Lovenula simplex